# 奥勒斯河畔拉沙佩勒
奥勒斯河畔拉沙佩勒（法語：La Chapelle-sur-Oreuse，法語發音：[la ʃapɛl syʁ ɔʁøz]）是法国勃艮第-弗朗什-孔泰大区约讷省的一个市镇，位于该省北部，属于桑斯区。

## 地理
奥勒斯河畔拉沙佩勒（48°17'22"N, 3°18'27"E）面积17.92 平方千米，位于法国勃艮第-弗朗什-孔泰大區约讷省，该省份为法国中北部内陆省份，西接卢瓦雷省，西北接塞纳-马恩省，南至涅夫勒省，东临科多尔省，东北与奥布省接壤。
与奥勒斯河畔拉沙佩勒接壤的市镇（或旧市镇、城区）包括：普莱西圣让、埃夫里、屈伊、日西莱诺布勒、米什里、苏西、奥勒斯河畔托里尼。

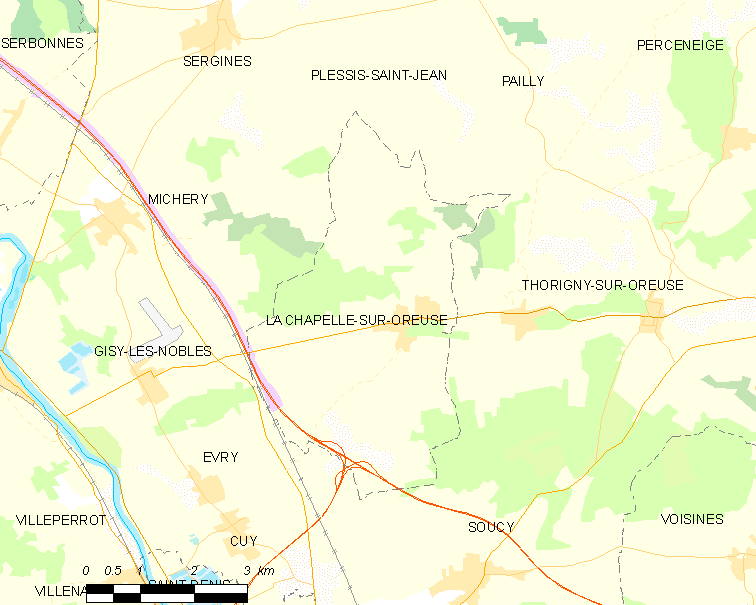
奥勒斯河畔拉沙佩勒的OSM定位图

奥勒斯河畔拉沙佩勒的时区为UTC+01:00、UTC+02:00（夏令时）。

## 行政
奥勒斯河畔拉沙佩勒的邮政编码为89260，INSEE市镇编码为89080。

## 政治
奥勒斯河畔拉沙佩勒所属的省级选区为奥勒斯河畔托里尼县。

## 人口

1962-2008年间奥勒斯河畔拉沙佩勒人口变化图示

奥勒斯河畔拉沙佩勒于2022年1月1日时的人口数量为668人。